# Sénéchas
Sénéchas è un comune francese di 241 abitanti situato nel dipartimento del Gard, nella regione dell'Occitania.

## Storia

### Simboli
Lo stemma è stato adottato dal consiglio comunale l'11 luglio 2025. La croce occitana nella prima partizione è il simbolo della Linguadoca; la falena ricorda le antiche attività legate all'allevamento del baco da seta, la pergola ondata simboleggia la confluenza del Céze e dell'Homol, il castagno è una coltura tradizionale nel comune il cui territorio è coperto da boschi per l'88% della sua superficie.

## Società

### Evoluzione demografica
Abitanti censiti